# آلن (فرار از زندان)
«آلن» (به انگلیسی: Allen) دومین قسمت از فصل اول سریال فرار از زندان بود که در ۲۹ اوت ۲۰۰۵ منتشر شد و مایکل واتکینز کارگردانی آن را بر عهده گرفت.